# Apostolepis vittata
Espèce
Synonymes
- Rhynchonyx ambiniger vittatus Cope, 1887

Apostolepis vittata est une espèce de serpents de la famille des Dipsadidae.

## Répartition
Cette espèce se rencontre en Bolivie et au Brésil au Mato Grosso. 

## Publication originale
- Cope, 1887 : Synopsis of the batrachia and reptilia obtained by H. H. Smith, in the province of Mato Grosso, Brazil. Proceedings of the American Philosophical Society, vol. 24, p. 44-60 (texte intégral).